# Hábitat para la Humanidad
Hábitat para la Humanidad en inglés: Habitat for Humanity International (HfHI), es una organización no gubernamental y no lucrativa internacional, la cual fue fundada en 1976. 
Sus miembros construyen viviendas sencillas, decentes y fáciles de mantener, para personas de escasos recursos en diversos países del mundo. Su sede administrativa internacional se encuentra en Atlanta y su sede de operaciones en Americus, Georgia. Cuenta con cinco oficinas centrales en el Mundo: Estados Unidos y Canadá, África y Medio Oriente (Pretoria, Sudáfrica), Asia Pacífico (Bangkok, Tailandia), Europa y Asia Central (Bratislava, Eslovaquia) y América Latina y el Caribe (San José, Costa Rica).
La misión de Hábitat para la Humanidad es "convocar a la gente para construir viviendas, comunidades y esperanza, y así mostrar el amor de Dios en acción." Las viviendas se construyen gracias a voluntarios que participan en las jornadas de trabajo.

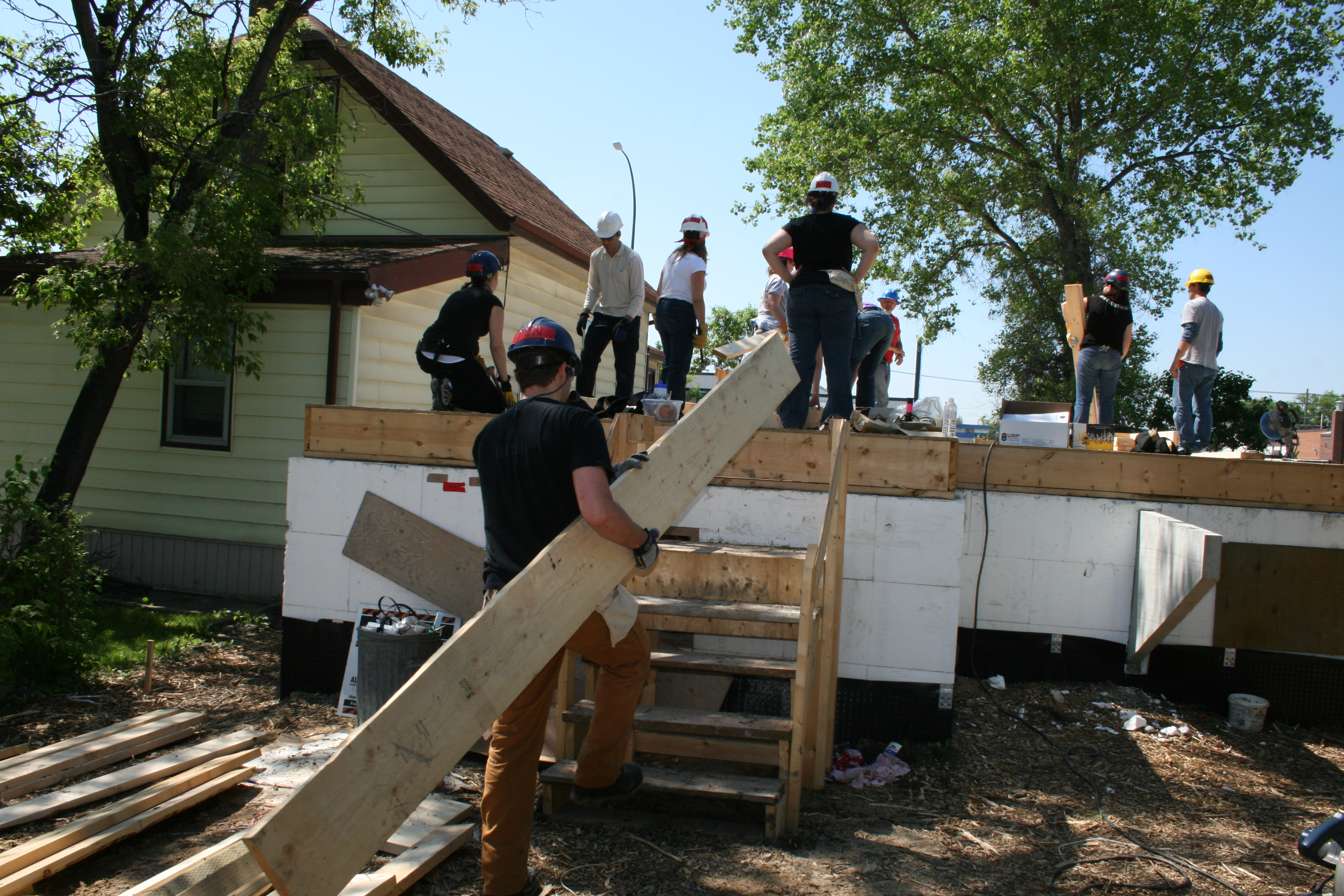
Voluntarios de Hábitat en la edificación de una vivienda

## Historia
Los orígenes de Hábitat para la Humanidad se remontan al establecimiento del Fondo para la Humanidad por el abogado Millard Fuller, su esposa Linda y el teólogo bautista y granjero Clarence Jordan en 1968 en Koinonia Farm, una comunidad intencional agrícola cristiana intercultural en Sumter, Georgia, en los Estados Unidos.  Gracias al fondo se construyeron 42 casas en Koinonia para familias pobres. En 1973, los Fuller decidieron probar este concepto como parte de una misión de la Iglesia Cristiana (Discípulos de Cristo) a Mbandaka, en la República Democrática del Congo. Después de tres años exitosos, los Fuller regresaron a los Estados Unidos y fundaron Habitat for Humanity en 1976. 

## Eventos anuales

### Proyecto de Construcción Jimmy & Rosalynn Carter
El Proyecto de Construcción Jimmy & Rosalynn Carter ('Jimmy Carter Work Project' -JCWP- en inglés) es un evento inmenso dn estadounidense e internacional. El expresidente Jimmy Carter es uno de los más reconocidos miembros de la organización, desde que se unió en 1984. El mismo ayuda a recaudar fondos y pasa unas semanas cada año construyendo viviendas.
Home Builders Blitz: en este participan profesionales de la industria de la construcción.